# Eurya rengechiensis
Eurya rengechiensis là một loài thực vật thuộc họ Theaceae. Đây là loài đặc hữu của Đài Loan.